# Aeolesthes fulgens
Aeolesthes fulgens är en skalbaggsart som beskrevs av Schwarzer 1926. Aeolesthes fulgens ingår i släktet Aeolesthes och familjen långhorningar.
Artens utbredningsområde är Filippinerna. Inga underarter finns listade i Catalogue of Life.